# Wauneta
Wauneta és una població dels Estats Units a l'estat de Nebraska. Segons el cens del 2000 tenia 625 habitants.

## Demografia
Segons el cens del 2000, Wauneta tenia 625 habitants, 280 habitatges, i 180 famílies. La densitat de població era de 317,5 habitants per km².
Dels 280 habitatges en un 23,2% hi vivien nens de menys de 18 anys, en un 56,1% hi vivien parelles casades, en un 5,7% dones solteres, i en un 35,7% no eren unitats familiars. En el 32,9% dels habitatges hi vivien persones soles el 17,5% de les quals corresponia a persones de 65 anys o més que vivien soles. El nombre mitjà de persones vivint en cada habitatge era de 2,11 i el nombre mitjà de persones que vivien en cada família era de 2,65.
Per edats la població es repartia de la següent manera: un 18,6% tenia menys de 18 anys, un 5,1% entre 18 i 24, un 20,6% entre 25 i 44, un 21,6% de 45 a 60 i un 34,1% 65 anys o més.
L'edat mediana era de 50 anys. Per cada 100 dones de 18 o més anys hi havia 89,9 homes.
La renda mediana per habitatge era de 29.813 $ i la renda mediana per família de 33.500 $. Els homes tenien una renda mediana de 24.750 $ mentre que les dones 16.932 $. La renda per capita de la població era de 16.385 $. Aproximadament el 7,2% de les famílies i el 9,1% de la població estaven per davall del llindar de pobresa.

## Poblacions més properes
El següent diagrama mostra les poblacions més properes.